# Pescara Challenger 1992
Il Pescara Challenger 1992 è stato un torneo di tennis facente parte della categoria ATP Challenger Series nell'ambito dell'ATP Challenger Series 1992. Il torneo si è giocato a Pescara in Italia dal 3 al 9 agosto 1992 su campi in terra rossa.

## Vincitori

### Singolare
Federico Sánchez ha battuto in finale  Massimo Cierro con il punteggio di 6–2, 7–5

### Doppio
Massimo Cierro /  Nicklas Utgren hanno battuto in finale  Mark Knowles /  Roger Smith con il punteggio di 6–4, 6–4